# Club Baloncesto Peñas Recreativas de Huesca
El Club Baloncesto Peñas Recreativas de Huesca és un club aragonès de basquetbol de la ciutat d'Osca.

## Història

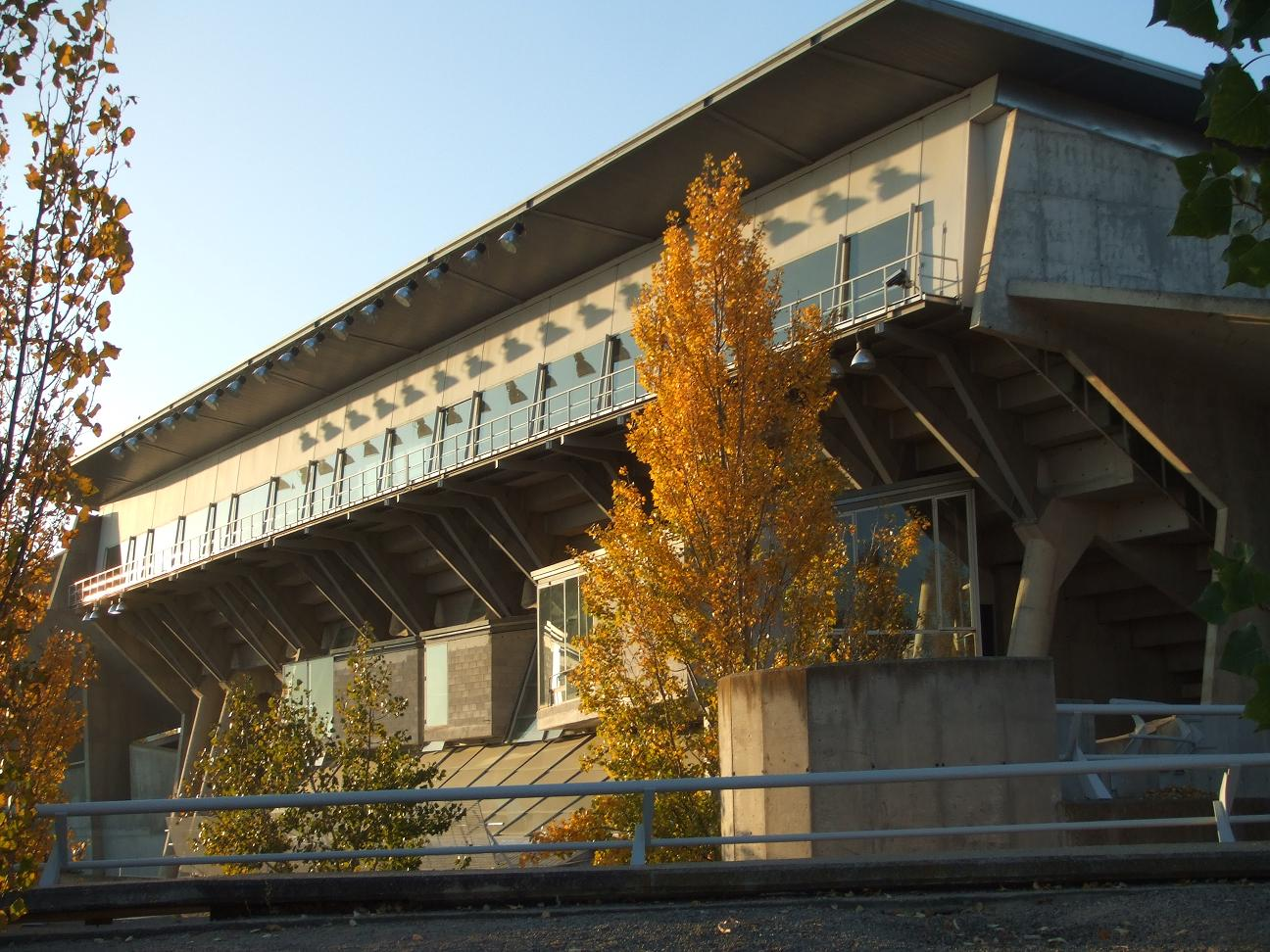
Palau dels Esports d'Osca.

El club fou fundat com a Club Deportivo Peñas Recreativas de Huesca l'estiu de 1977 (tot i ésser constituït oficialment el 24 d'agost de 1981), per iniciativa de les penyes de la ciutat que volgueren crear un club professional de basquetbol. L'any 1996 adoptà el nom de Club Baloncesto Peñas Recreativas de Huesca.
El club ascendí a la Lliga ACB la temporada 1983-1984. Aquesta temporada acabà descendint, però retornà el 1985-1986. El club es mantingué a l'ACB fins al 1996. Tot i mantenir la categoria esportivament, els problemes econòmics portaren al club a vendre la plaça al Baloncesto Fuenlabrada.
Per motius comercials el club ha estat conegut amb els següents noms:
- 1985-1990 Magia de Huesca
- 1990-1992 Huesca La Magia.
- 1992-1994 Argal Huesca
- 1994-1995 Somontano Huesca
- 1995-1996 AGB Huesca
- 2000-2002 Iberagentes Huesca
- 2002-2004 CAI Huesca
- 2004-2007 CAI Huesca La Magia
- 2008- LOBE Huesca

## Palmarès
- 1 Lliga EBA: 2004-2005

## Entrenadors destacats
- Anys 80: Jaume Ventura, Arturo Ortega.
- Anys 90: Iñaki Iriarte, Andreu Casadevall, Javier Zaragoza.
- Anys 2000: Carlos Lorés, Toñín Ara.

## Jugadors destacats
- Brian Jackson
- Granger Hall
- Alphonso Ford
- Nacho Biota
- Jimmy Wright
- Wallace Bryant
- Rimas Kurtinaitis
- Valery Tikonenko
- Greg Witjer
- Lucio Angulo
- Joan Pagès
- Raúl Capablo
- Salva Guardia
- Alberto Alocén

## Trajectòria

### Competicions de lliga
- 1977-1978 Tercera Divisió: 6
- 1978-1979 Segona Divisió: 8
- 1979-1980 Segona Divisió: 6
- 1980-1981 Segona Divisió: 3
- 1981-1982 Segona Divisió: 2
- 1982-1983 Primera Divisió B: 4
- 1983-1984 Lliga ACB: 14
- 1984-1985 Primera Divisió B: 2
- 1985-1986 Lliga ACB: 13
- 1986-1987 Lliga ACB: 12
- 1987-1988 Lliga ACB: 10
- 1988-1989 Lliga ACB: 13
- 1989-1990 Lliga ACB: 14
- 1990-1991 Lliga ACB: 15
- 1991-1992 Lliga ACB: 17
- 1992-1993 Lliga ACB: 19
- 1993-1994 Lliga ACB: 20
- 1994-1995 Lliga ACB: 18
- 1995-1996 Lliga ACB: 18
- 1996-1997 Lliga LEB: 16
- 1998-1999 Lliga EBA (E): 14
- 1999-2000 Lliga EBA (E): 14
- 2000-2001 Lliga EBA (E): 5
- 2001-2002 Lliga EBA (C): 8
- 2002-2003 Lliga EBA (E): 2
- 2003-2004 Lliga EBA (C): 3
- 2004-2005 Lliga EBA (E): 1
- 2005-2006 Lliga LEB-2: 5
- 2006-2007 Lliga LEB-2: 16
- 2007-2008 Lliga LEB Plata
- 2008-2009 Lliga LEB Plata
- 2009-2010 Lliga LEB Plata